# IC 2404
IC 2404 — галактика типу S0 (спіральна галактика) у сузір'ї Рак.
Цей об'єкт міститься в оригінальній редакції індексного каталогу.